# Cầu Kè, Vĩnh Long
Cầu Kè là một xã thuộc tỉnh Vĩnh Long, Việt Nam.
Trước ngày 16 tháng 6 năm 2025, Cầu Kè là thị trấn huyện lỵ của huyện Cầu Kè, tỉnh Trà Vinh. 

## Địa lý
Xã Cầu Kè có vị trí địa lý:
- Phía đông giáp xã Tân An.
- Phía tây giáp xã An Phú Tân.
- Phía nam giáp xã Phong Thạnh.
- Phía bắc giáp Tam Ngãi.

Xã Cầu Kè có diện tích 54,12 km², dân số năm 2025 là 35.491 người, mật độ dân số đạt 655 người/km²

## Hành chính
Thị trấn Cầu Kè được chia thành 6 khóm: 1, 2, 3, 4, 5, 6.

## Lịch sử
Ngày 7 tháng 10 năm 1995, Chính phủ ban hành Nghị định 62-CP về việc thành lập thị trấn Cầu Kè trên cơ sở điều chỉnh một phần diện tích và dân số của xã Hòa Ân.
Ngày 15 tháng 10 năm 2019, Hội đồng Nhân dân tỉnh Trà Vinh ban hành Nghị quyết 157/NQ-HĐND về việc:
- Sáp nhập khóm 8 vào khóm 5
- Sáp nhập khóm 7 vào khóm 6.

Ngày 16 tháng 6 năm 2025, Ủy ban Thường vụ Quốc hội ban hành Nghị quyết số 1687/NQ-UBTVQH15 về việc sắp xếp các đơn vị hành chính cấp xã của tỉnh Vĩnh Long năm 2025. Theo đó, sắp xếp toàn bộ diện tích tự nhiên, quy mô dân số của thị trấn Cầu Kè và các xã Hòa Ân, Châu Điền thành xã mới có tên gọi là xã Cầu Kè.
Sau khi sáp nhập, xã Cầu Kè có 54,12 km² diện tích tự nhiên và dân số 35.491 người.